# 1re flotte mobile
Pour les articles homonymes, voir 1re flotte.
La 1re flotte mobile (第一機動艦隊, Dai-Ichi Kidō Kantai) est une unité de la Marine impériale japonaise créée durant la Seconde Guerre mondiale. Créée en mars 1944, elle comprend à l'origine la 2e flotte et la 3e flotte, avant d'être renforcée par la 6e flotte en octobre 1944 puis dissoute le mois suivant.

## Organisation
Une réorganisation des forces navales japonaises est intervenue au début de 1944, la Flotte Combinée étant remplacée, comme unité opérationnelle, par la 1re Flotte Mobile dont le vice-amiral Ozawa a reçu le commandement. C'est à ce moment qu'a été armé le grand porte-avions Taihō, qui a rejoint la 1re Division de Porte-avions, le 5 avril. Le 15 avril, le vice-amiral Ozawa y a transféré sa marque.

### À la tête de la1reFlotte Mobile en mer des Philippines
La Marine Impériale japonaise est alors capable d'aligner neuf porte-avions dans une même formation opérationnelle, plus qu'elle n'en avait jamais aligné auparavant, et ils sont dotés de près de 500 appareils, certains améliorés tels que le "Zero" modèle A6M5, d'autres récents, comme le bombardier en piqué D4Y "Judy" ou le bombardier-torpilleur B6N "Jill", cependant certains bâtiments, notamment les porte-avions légers, étaient trop lents pour mettre en œuvre les "Judy".
Toutefois la puissance industrielle des États-Unis était telle que les forces navales américaines du Pacifique Central (la “Grande Flotte Bleue”) alignaient, pour leur part, dans leur principale Task Force, la TF 58 du vice-amiral Mitscher, sept porte-avions d'escadre, huit porte-avions légers, sept cuirassés modernes et seize grands croiseurs, et embarquant des appareils aussi performants, voire plus, que les plus récents appareils japonais, comme le chasseur Grumman F6F “Hellcat”.
Mais la supériorité américaine tenait surtout à la qualité de la formation du personnel de l'aviation embarquée, qui bénéficiait, depuis 1942-43, pour la formation à l'appontage et la formation des équipes de pont, de deux vapeurs d'excursion à roues à aubes, transformés en « porte-avions école », opérant dans les eaux protégées des Grands Lacs américains,, alors que les sorties d'entrainement japonaises en haute mer se faisaient sous la menace des sous-marins de l'U.S. Navy. Ainsi, après que la 1re Flotte Mobile japonaise eut gagné le mouillage de Tawi-Tawi, le vice-amiral Ozawa se vit contraint d'interdire, fin mai 1944, les sorties d'entrainement en haute mer, après que le Chitose eut échappé au naufrage, ayant été frappé de deux torpilles qui n'ont pas explosé.
La 1re Flotte Mobile était organisée en trois Forces, assez semblables aux Task Forces américaines, rassemblant porte-avions et grands navires porte-canons :
- une Force “A”, commandée par le vice-amiral Ozawa personnellement, avec la 1re Division de Porte-avions, deux croiseurs lourds de la 5e Division de Croiseurs, (Myōkō et Haguro), un croiseur léger et six destroyers,
- une Force “B”, commandée par le contre-amiral Joshima, avec la 2e Division de Porte-avions, le cuirassé Nagato et le croiseur lourd Mogami et dix destroyers,
- une Force “C”, commandée par le vice-amiral Kurita, avec la 3e Division de Porte-avions, les 1re et 3e Divisions de Cuirassés (Yamato et Musashi, Kongō et Haruna), les quatre croiseurs lourds de la 4e Division (la classe Takao), et les quatre de la 7e Division de Croiseurs (deux de la classe Mogami et les deux de la classe Tone), un croiseur léger et sept destroyers.